# Witwassen van kinderen
Met ‘witwassen’ van kinderen (child laundering) wordt bedoeld dat kinderen, wier afkomst is vervalst, worden verkocht aan adoptieouders. Sommige organisaties zien het als een vorm van kinderhandel. Het gaat mogelijk om meer dan duizend kinderen per jaar.

## Het witwasproces
Bij het witwassen van kinderen geven de adoptiepapieren, zoals de afstandsverklaring en het vonnis van de rechter, bijvoorbeeld aan dat hun familieleden dood zijn, terwijl dat niet zo is. Soms doet een 'stromoeder' afstand van een gestolen kind. De adoptie lijkt legaal omdat de documenten kloppen, maar de kinderen zijn gestolen of gekocht van de ouders, wat illegaal is. Corruptie in de landen van herkomst speelt een belangrijke rol om het witwassen te doen slagen. Tussenpersonen zijn soms wel, maar soms ook niet van op de hoogte van de witwaspraktijken.

## Gevalsbeschrijvingen
Op 22 mei 2007 bleek dat het in Nederland wonende uit India geadopteerde jongetje Rahul waarschijnlijk is gestolen en door het corrupte kindertehuis Malaysian Social Services is voorgedragen voor buitenlandse adoptie. De casus 'Rahul' wordt in verband gebracht met nog eens mogelijk 350 illegale afstandsverklaringen uit Tamil Nadu.
In oktober 2007 probeerde een Franse NGO L'Arche de Zoé 103 kinderen uit Tsjaad naar Frankrijk te brengen, waarschijnlijk ter adoptie, terwijl er in Tsjaad familieleden zijn die voor hen kunnen zorgen en de wetgeving van Tsjaad adoptie niet toestaat. In december werden in Tsjaad zes medewerkers van de NGO veroordeeld tot acht jaar gevangenis met dwangarbeid en €6,5 miljoen schadevergoeding aan de familie van de kinderen. Ze zijn uitgeleverd aan Frankrijk waar de straf is omgezet in acht jaar gevangenisstraf. Op 31 maart 2008 verleende president Idriss Déby van Tsjaad hen gratie en werden zij vrijgelaten. Tsjaad heeft van de Franse regering een schadevergoeding geëist van 6,3 miljoen euro voor het aangedane leed.
In januari 2010 werden tien Amerikanen van New Life Children's Refuge aangehouden die 33 kinderen wier tehuis was verwoest tijdens de Aardbeving Haïti 2010 zonder papieren probeerden te smokkelen naar de Dominicaanse Republiek, met adoptie als oogmerk.
Mogelijk meer dan duizend vondelingen en andere kinderen in de provincie Hunan (China) zijn tussen 2002 en 2005 verkocht aan kindertehuizen. In Hunan en ook in Guizhou zijn ouders gedwongen om hun kind af te staan, vanwege de eenkindpolitiek. In Guizhou gaat het om ongeveer 80 kinderen. De kinderen werden geplaatst in een tehuis als zij de boete niet konden betalen. Een deel van deze kinderen uit Hunan en de 80 uit Guizhou zijn geadopteerd, onder andere in Nederland. De Minister van Justitie heeft naar aanleiding van deze berichten onderzoek laten doen in China en concludeerde daaruit dat er onregelmatigheden zijn voorgekomen in de adoptieprocedures in China, maar dat dit geen reden is om de adoptierelatie met China stop te zetten.
Ook in België heeft dit plaatsgevonden. In 1970 is het moederhuis 'Tamar' opgericht. Deze instelling is veelvuldig in het nieuws gekomen door verhalen van gedwongen adopties, ongewilde sterilisaties van jonge meisjes en ernstige vormen van misbruik van ongehuwde meisjes. Deze verhalen komen terug in de podcast Kinderen van de kerk. Het beeld dat hieruit naar voren komt is dat de zusters kinderen tegen de wil van hun moeders hebben afgenomen en hier betaald voor hebben gekregen. Er zou derhalve sprake zijn van witwassen van kinderen als een vorm van mensenhandel. 

## Aantallen
Verschillende niet-gouvernementele organisaties (NGO's) die zich bezighouden met onderzoek naar kinderhandel, en UNICEF en het Max Planck Instituut schatten het aantal kinderen dat per jaar als gevolg van witwassen in het adoptiecircuit terecht is gekomen op duizenden. De Raad van Europa luidde over dergelijke praktijken al in 2000 de noodklok. In Bulgarije, Cambodja, China, Ethiopië, Guatemala, India, Haïti, Kazachstan, Nepal, Roemenië, Samoa, Sri Lanka, Vietnam en de Verenigde Staten zijn in de afgelopen tien jaar gevallen van kinderhandel voor adoptie voorgekomen. Adoptiecritici noemen adoptie daarom 'een legale vorm van kinderhandel'.

## Maatregelen
Het Verdrag inzake de Rechten van het Kind beoogt het handelen en smokkelen van kinderen tegen te gaan. De Internationale Arbeidsorganisatie kent ook een conventie tegen kinderhandel. Ook de VN Conventie tegen georganiseerde misdaad kent een protocol tegen kinder- en vrouwenhandel. Het Haags Adoptieverdrag beoogt onder andere het witwassen van kinderen tegen te gaan.